# 礁溪天主堂
24°49′30″N 121°46′18″E / 24.8249676°N 121.7715765°E
礁溪聖若瑟堂，俗稱礁溪天主堂，是台灣宜蘭縣礁溪鄉一家天主教堂，屬天主教台北總教區第九總鐸區。

## 建設
1966年，天主教遣使會荷蘭籍神父和振華購地2837平方公尺，興建扇形天主堂、辦公室、神父宿舍等建築，開啟天主教在礁溪傳教工作。1966年，遣使會荷蘭籍神父羅文思擔任本堂神父，開始在礁溪、頭城等地挨家挨戶尋覓患小兒痲痺症的孩童。
經與家長溝通後，神父們開始帶著或揹著患小兒麻痺症的孩子，平均每週一次搭清晨4時50分頭班火車北上到台大醫院、振興醫院等看診；直至1971年設有台灣第一座溫泉水療池的文聲復健院啟用前，聖堂內的簡易隔間，用來作為孩子手術後之定期復建場所。
1968年，頭城仁愛修女會修女們在天主堂左前側興建3間教室，設立「慈惠幼稚園」。

## 評級和清拆
礁溪天主堂及文聲復健院建築群因不符合新《建築法》，於1995年功成身退，空間長期閒置。天主教台北總教區打算將天主堂、復健院拆除後改建為牧靈中心，但引發前院友與文史工作者反彈。
2017年11月8日，宜蘭縣文化資產審議委員會決議，將礁溪天主堂登錄為宜蘭縣歷史建築。但宜蘭縣政府以資料不全為由，認為還必須再進行調查，同時礁溪天主堂的暫定古蹟資格到2018年4月底止，也沒有再延長半年。
2018年6月6日，礁溪天主堂被負責管理的遣使會拆除。其中遭到破壞的天主堂天花板被拆掉一半、天主堂後方工作準備間幾乎全毀、辦公室及宿舍部分拆毀、文聲復健院的牆面遭挖空拆除等，但主要結構則沒有被動到，只有幼稚園部分保持完整。宜蘭縣政府獲報後即於上午7時許派人前往制止，並立即起動暫列古蹟程序，同時要求宜蘭縣政府警察局於周邊加強巡邏以避免進一步破壞，另緊急召集文資委員會議研議後續處置方案，並依據《建築法》向拆除單位進行開罰。宜蘭縣代理縣長陳金德上午找來宜蘭縣政府建設處、宜蘭縣政府文化局等單位討論後續。宜蘭縣政府建設處處長林國民表示，上個月底聖堂有人來申請礁溪天主堂拆除執照，但後來又撤回；因為未申請拆除執照，建設處將裁罰天主教台北總教區新台幣三千元。

### 評論
遣使會中華省會前會長谷聲野指出，2017年，宜蘭縣政府要把礁溪天主堂列為宜蘭縣歷史建築，修會跟當局開會商討。修會認為聖堂不需保留，「一方面這建築物不是很有特色，歷史也不算悠久；而且，考慮是否保留這房子，也要符合修會的服務精神。」修會原打算把該地蓋可以照顧殘障孩子的度假村。
谷聲野又指出，從2017年十月至2018年四月，當局沒有任何跟進，而修會也諮詢過律師意見，「唯一不合法是我們沒有申請拆掉」；在拆卸前，修會詢問過專業人士的意見，聖堂是否安全，「他們給的報告指這是危樓，很多地方已經裂開，最好趕快拆掉」。他又批評，「大家都是為了自己的利益，並不是真的要保護舊建築物」。
詹益忠建築師事務所古蹟建設主持人葉永韶等文史工作者批評，拆都已經拆了，宜蘭縣政府的動作慢半拍，天主教台北總教區應該把礁溪天主堂一磚一瓦全部補回來。

### 後續
2018年12月5日礁溪天主堂暫定古蹟資格延展期限到期，11月29日宜蘭縣文化資產審議委員會應開會，因出席委員人數不足而流會導致12月5日前無法完成審議，宜蘭縣政府文化局片面決定暫定古蹟期限再延長6個月，使得原規畫改建為長照社福大樓之計畫將長期閒置，引發上百名天主教教友於聖若瑟堂前廣場抗議。
2019年5月22日，宜蘭縣政府公告，登錄「礁溪天主堂及附屬建築」為宜蘭縣歷史建築。
2019年7月16日，天主教台北總教區主教公署顧問陳志修表示，民主進步黨秘書長羅文嘉多年前曾與天主教救主會神父蘇坤勇簽下租賃契約，要租修女院的房子；後來租賃不成，羅文嘉一直宣稱天主教台北總教區總主教洪山川毀約，但當初跟他簽約的人並非洪山川；之後羅文嘉「信口開河」，針對礁溪天主堂拆除案，屢次發言指控洪山川賤賣土地，令天主教台北總教區決定退出民主進步黨宗教委員會。